# Marcel Agboton
Marcel Agboton, de son nom complet Marcel Honorat Léon Agboton, né le 16 janvier 1941 à Avrankou (colonie du Dahomey, Afrique-Occidentale française) et mort le 14 septembre 2023, est un prélat catholique béninois, évêque de Kandi de 1994 à 2000, puis de Porto-Novo de 2000 à 2005, et enfin, archevêque de Cotonou de 2005 à 2010. 

## Biographie

### Formation
À partir de l'âge de six ans, Marcel Agboton fréquente l’école primaire publique « Urbaine Centre » puis l’école Saint-Joseph de Porto-Novo. 
En 1953, il entre au collège Père Aupiais de Cotonou où il poursuit ses études secondaires jusqu’en 1960, date à laquelle il entre au Grand séminaire Saint-Gall de Ouidah, où il étudie la philosophie et la théologie. 
Il est ordonné prêtre le 6 janvier 1966 par Noël Boucheix. 
En 1967, il est envoyé en France où il obtient, en 1970, une licence en théologie et en sciences sociales avec une habilitation au doctorat en théologie.

### Ministère et professorat
Marcel Agboton est nommé professeur au séminaire Sainte-Jeanne-d’Arc de Ouidah[Quand ?], puis, à son retour au Bénin en 1970, il est nommé professeur au séminaire Saint-Charles-Lwanga de Porto-Novo dont il devient le recteur en 1971.  
En 1975, il passe[Quoi ?] au rectorat du séminaire Saint-Joseph-du-Lac d’Adjatokpa puis à celui du séminaire Notre-Dame-de-Fatima de Parakou en 1979, poste qu’il occupe jusqu’en 1992. 
En 1992, il est nommé curé de la paroisse Notre-Dame-du-Sacré-Cœur à Malanville. 
Parallèlement à ses fonctions rectorales, il anime l’aumônerie nationale des scouts et guides catholiques entre 1974 et 1993 et occupe le poste d'assistant ecclésiastique pour la région Afrique de la conférence internationale catholique du guidisme (CICG) de 1978 à 1992.
De 1982 à 1992, il est également aumônier militaire pour le Borgou.

### Épiscopat
Le 19 décembre 1994, le pape Jean-Paul II le nomme évêque du diocèse de Kandi. Marcel Agboton est consacré le 25 mars 1995 par le cardinal Bernardin Gantin, assisté de Nestor Assogba et Vincent Mensah. 
Le 29 janvier 2000, le pape Jean-Paul II le nomme évêque de Porto-Novo. Il est installé le 18 juin 2000. 
Le 5 mars 2005, Jean-Paul II le nomme archevêque de Cotonou. Il est intronisé le 2 avril suivant en la cathédrale Notre-Dame par le cardinal Bernardin Gantin et reçoit le pallium à Rome le 29 juin. 

### Exil
En juin 2010 des rumeurs faisant état de proximités politico-financières avec le régime du président Thomas Boni Yayi, de problèmes de mœurs[Lesquels ?], d'appartenance à une loge maçonnique sont diffusées à son encontre dans les médias au Bénin[réf. nécessaire]. Aucune information n’a jamais été publiée par l'Église catholique du Bénin. Aucune sanction civile ou pénale n'a par ailleurs jamais été mise à la charge du prélat. Néanmoins, il renonce à sa charge d'archevêque métropolitain de Cotonou, est nommé évêque émérite et se réfugie alors en France.
Marcel Agboton rentre au Bénin le 20 novembre 2020.
Il meurt le 14 septembre 2023.